# Шмитц, Адольф
Адольф Шмитц (нем. Adolf Schmitz; 4 июня 1825, Кёльн — 18 марта 1894, Дюссельдорф) — немецкий художник.

## Биография
Адольф Шмитц обучался искусству рисования в Дюссельдорфской академии художеств и в Штеделевском художественном институте (Франкфурт-на-Майне), а затем совершенствовал своё мастерство изучая технику французских и бельгийских мастеров живописи.
Специальностью его была историческая живопись, хотя он писал иногда и жанры.
В конце XIX — начале XX века на страницах Энциклопедического словаря Брокгауза и Ефрона его творчеству была дана следующая оценка: «Картины его отличаются большой реалистичностью, сильной характерностью представленных в них фигур и мастерством технического исполнения».